# Хута (Клуж)
Хута (рум. Huta) — село у повіті Клуж в Румунії. Входить до складу комуни Кіуєшть.
Село розташоване на відстані 360 км на північний захід від Бухареста, 69 км на північний схід від Клуж-Напоки.

## Населення
За даними перепису населення 2002 року у селі проживали 144 особи, усі — румуни. Усі жителі села рідною мовою назвали румунську.